# More (Unix)

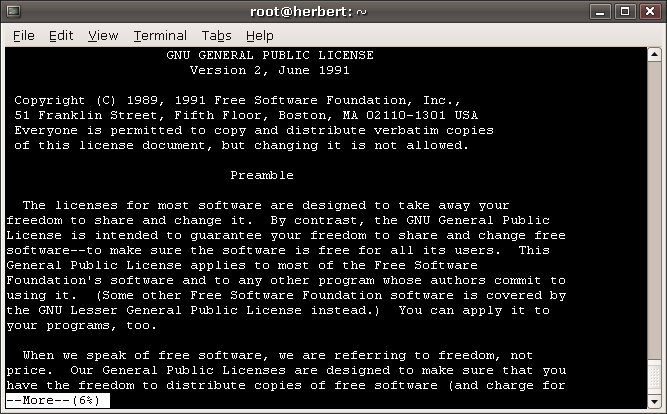
A more parancs egy lehetséges kimenetelének példája.

A more parancsot állományok tartalmának kilistázására használják.
A parancs elérhető a Unix és Unix-szerű rendszerekben, DOS, OS/2 és a Microsoft Windows operációs rendszerben is.

## Története
A more parancsot Daniel Halbert írta meg először mint a  berkeley-i Kaliforniai Egyetem végzős hallgatója,  1978-ban. A parancs először a  BSD 3.0 verziójában jelent meg, mint a Unix rendszer egyik standard programja. Ehhez hasonló parancs, a less parancs, melyet Mark Nudelman írt meg 1983-85 között. Ez számos  Unix és Unix-támogató rendszerben be van iktatva.

## Használata

### Unix
A parancs általános alakja:
```
more [options] [file_name]
```

Ha nincs állománynév megadva, a more parancs az stdin-ről olvas.
A képernyő bal alsó  sarkában százalékban van kifejezve a kilistázott tartalom nagysága. Amikor ennek az értéke elérte a 100%-ot, az állomány tartalmának végére jutott a program és kilép. A tartalmon való lépegetésre az  Enter billentyűt használjuk, ha soronkénti kiírás van, akkor a Space billentyűt.

#### Opciók
A parancs opcióit az állomány neve előtt kell elhelyezni. Néhány hasznos opció:
- -num: Ez az opció megadja mekkora legyen a képernyő nagysága (sorokban).
- -d: more kiír a felhasználónak egy üzenetet "[Press space to continue, 'q' to quit.]" vagy "[Press 'h' for instructions.]" ha nem megfelelő billentyűt nyomunk, akkor a számítógép sípolni fog.
- -p: Nem engedélyezett a gördítés.  Kiírja a képernyőt, majd törli.
- -c: Nem engedélyezett a gördítés.  Kiírja a képernyőt, majd törli.
- -s: Egybeolvasztja az üres sorokat.
- -u: Nem mutatja az aláhúzásokat.
- +num: A num számú sortól indul.

### Microsoft Windows
A parancs általános alakja
```
command | more [/c] [/p] [/s] [/tn] [+n]
more 
/c
 [/p] [/s] [/tn] 
+n
 < [Drive:] [Path] FileName
more [/c] [/p] [/s] [/tn] [+n] [files]
```

#### Példa
A letter.txt nevű állomány kilistázása képernyőnként:
```
more < letter.txt
type letter.txt | more—More—Ha megnyomjuk a space billentyűt, akkor a következő oldal jelenik meg a képernyőn.
```

Ha is lehetséges, hogy  kiírás előtt az összes üres sort töröljük az állományból:
```
more /c /s < letter.txt
type letter.txt | more /c /s
```

### OS/2
A parancs alakja:
```
MORE < [drive:][path]filename
command | more
```

- drive:\path\filename – Az állomány helyének meghatározása.
- command | – Meghatározzuk, mely parancs írja ki az állomány tartalmát.

#### Példa
```
[C:\]dir C:\OS2 | more

```